# شانغريلا تورونتو

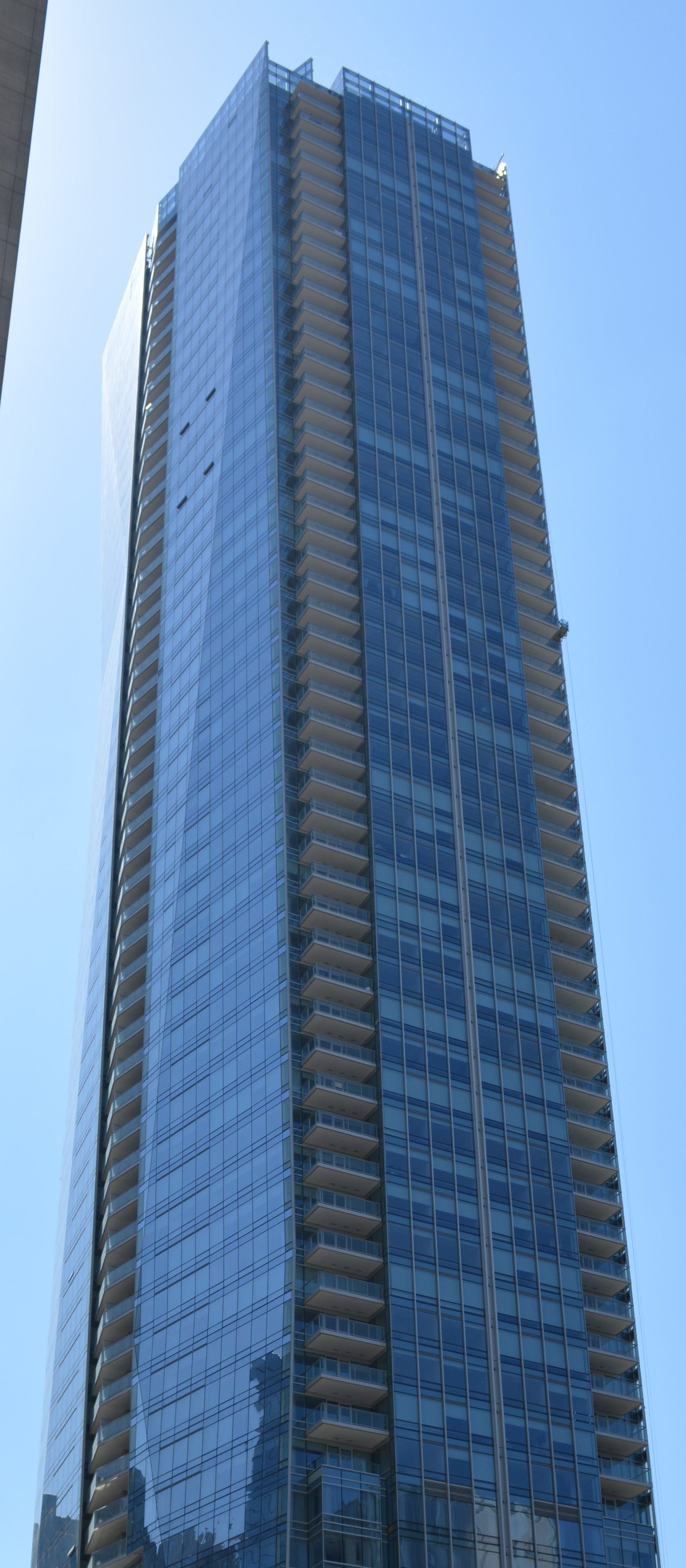
المبنى في أبريل 2013

شانغريلا تورونتو هو فندق فاخر ومبنى سكني سكني في وسط مدينة تورونتو في أونتاريو في كندا. تم تصميمه بواسطة جيمس كيه إم تشينج . يبلغ ارتفاع المبنى 214 متراً وهو أحد أطول خمسة عشر مباني في تورنتو . يتم تشغيل مكون الفندق من قبل فنادق ومنتجعات شانغريلا ويحتوي على 202 غرفة وجناح.